# Пильтанлор
Пильтанло́р (Пильтан-Лор) — пресноводное озеро в Сургутском районе Ханты-Мансийского автономного округа — Югры России.
Располагается на высоте 76 м над уровнем моря, в центре Сургутской низины. Площадь озера составляет 98,8 км². Площадь водосборного бассейна — 163 км². Мелководно. Дно ровное, песчаное. Берега низменные, питание преимущественно снеговое. Озеро замерзает в конце октября и вскрывается в конце мая. Питание преимущественно снеговое. Вода с повышенным содержанием растворённых органических веществ, слабоминерализованная, гидрокарбонатного класса, кальциевой группы. На востоке озеро соединяется протокой с рекой Минчимкина.
Близ озера находится Быстринское месторождение нефти Сургутского нефтегазоносного района.
Код водного объекта в государственном водном реестре — 13011100211115200005049.